# N-acetilantranilna kiselina
N-acetilantranilna kiselina je vrsta tvari koja se može uporabiti za izradu droga ("prekursor"). Uvršten je u Hrvatskoj na temelju Zakona o suzbijanju zlouporabe droga na Popis tvari koje se mogu uporabiti za izradu droga - Europski klasifikacijski sustav ovisno o mogućnostima zlouporabe, Službeni list Europske unije od 18. veljače 2004. Kemijsko ime po CAS-u je (benzoic acid, 2-(acetylamino)-), KN oznaka je 2924 23 00, CAS-ov broj je 89-52-1.